# Dredg
dredg est un groupe de rock américain, originaire de Los Gatos, en Californie. Il est formé en 1993 et mis en pause indéfinie en 2014.

## Biographie

### Débuts (1993–1997)
Pendant les cours à Los Gatos, Engles et Campanella commencent à jouer ensemble. Une fois diplômés de Los Gatos High School, Engles et Campanella font appel à leurs vieux amis Hayes et Roulette pour former le groupe.
Le nom dredg vient des initiales de chaque nom des membres superposés par Drew Roulette - Dredg signifie - [D] Drew [R] Roulette [E] Engels [D] Dino [G] Gavin - il peut être confondu avec le mot en anglais dredge. Mais ce n'est pas le cas ; en 2005, Campanella ajoute, « ça fait tellement longtemps qu'on a ce nom que je n'arrive plus à me rappeler. Honnêtement, on n'aime plus ce nom. On n'aime pas comment ça sonne. Ce n'est même pas harmonieux à dire. »
Le logo du groupe est repris de l'ouvrage The I Ching and The Genetic Code; The Hidden Key to Life de Dr. Martin Schonberger à la page 89. En 1996, Dredg enregistre et publie ses premières démos de morceaux originaux, Conscious EP. Très peu d'informations seront révélées sur ces démos. En 1997, ils publient ce qui deviendra leur transition musicale, l'EP Orph. Il comprend leur premier morceau instrumental, Orph. Avec cette sortie, dredg se construit un nom dans la Bay Area, et sur la côte Est comme à Boston et New York.

### Leitmotif(1998–2001)
En mai 1998, dredg publie indépendamment leur premier album, Leitmotif, un album concept parlant d'un homme qui traverse le monde pour guérir sa maladie morale. Écrit par Roulette, le groupe planifiait de faire un film sur cette histoire ; mais après le décès de l'acteur principal, le projet tombe à l'eau.
Pendant les deux ans qui suivent, dredg joue principalement en Californie. Le groupe commence à envoyer de démos à plusieurs labels, démos qui seront incluses dans leur futur album : Of the Room, Redrawing the Island Map, Running through Propellers et The Papal Insignia. En février 2001, dredg est contacté par Interscope Records. Pour leur contrat au label, Leitmotif est réédité par Interscope le 11 septembre 2001.
Après la réédition de Leitmotif, Dredg tourne à l'échelle nationale et internationale avec Alien Ant Farm, Pressure 4-5, the Apex Theory, Taproot, Deadsy et Onesidezero.

### El Cieloet autres (2002–2013)

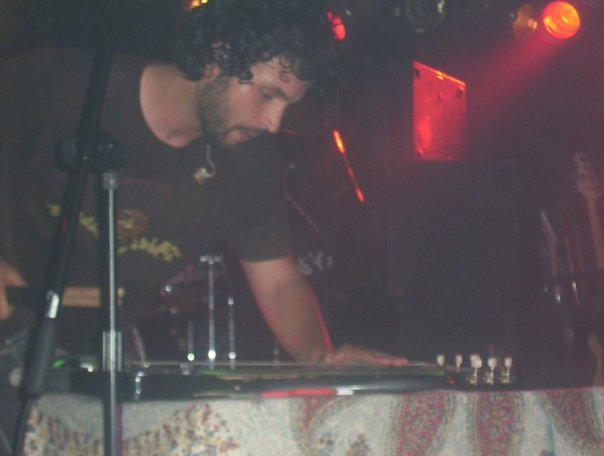
Gavin Hayes au Masquerade d'Atlanta, le 24 mai 2005.

Après avoir signé chez Interscope Records, le groupe commence à travailler sur son premier album chez une major, El Cielo. Comme son prédécesseur, El Cielo est un album concept. À l'origine inspiré de l'ouvrage Dream Caused by the Flight of a Bumblebee around a Pomegranate One Second Before Awakening de Salvador Dalí, le groupe décide décide de se consacrer à la paralysie du sommeil d'après ce qu'a vécu Dalí,
Les 14 et 15 septembre 2006, dredg joue deux concerts spéciaux, au Catalyst de Santa Cruz, en Californie, Leitmotif et El Cielo.

### Pause (depuis 2014)
Après la sortie de l'album Chuckles and Mr. Squeezy, Dino Campanella annonce une pause indéfinie du groupe.

## Membres
- Gavin Hayes - chant, guitare
- Drew Roulette - basse, claviers
- Mark Engles - guitare
- Dino Campanella - batterie, piano

## Discographie

### Albums studio
- 1998 : Leitmotif
- 2002 : El Cielo
- 2005 : Catch Without Arms
- 2009 : The Pariah, The Parrot, The Delusion
- 2011 : Chuckles And Mr. Squeezy

### Albums live
- 2007 : Live at the Fillmore

### EP
- 1996 : Conscious
- 1997 : Orph
- 2002 : Extended Play for the Eastern Hemisphere

### Autres
- 2001 : Industry Demos
- 2004 : Coquette Demo
- 2005 : Bug Eyes CD Sampler
- 2005 : Bug Eyes 7" Vinyl

### DVD
- 2003 : Crickets
- 2005 : Live from the Henry Fonda Theater